# 伊科涅
伊科涅（法語：Icogne，法語發音：[ikɔɲ]）是瑞士瓦莱州的一个市镇，位於該國南部，面積24.81平方公里，海拔高度1,026米，2011年人口533，八成人口信奉羅馬天主教，人口密度每平方公里21人。

## 外部連結
- Official website （页面存档备份，存于） （法文）